# 夜莺颂
《夜莺颂》（英語：Ode to a Nightingale）是约翰·济慈写的一首诗，可能写于伦敦汉普斯特得西班牙人酒馆的花园里，或据济慈的朋友查尔斯·阿米蒂奇·布朗所说，写于温特沃斯坊（Wentworth Place）济慈故居花园的一棵李子树下。据布朗说，1819年春天，一只夜莺来到他与济慈居住的房子周围，在此处建造巢穴。受鸟鸣启发，济慈在一天之内创作了这首诗，并于次年7月首次发表在《美术年鉴》（Annals of the Fine Arts）上。这首诗是英语诗集中最常见的诗歌之一。
《夜莺颂》描绘了济慈进入消极感受力的旅程。诗歌的基调不同于以往追求享乐的风格，而是表达了对自然、短暂、死亡的探索。此诗描绘了一种死亡经验，但并非真正的死去。相反，夜莺可以借助歌曲永生，这是人类无法期望的命运。诗歌以欢愉无法长存，死亡是生命无可避免的部分为结局。诗中，济慈想象物质世界的消逝，自身的死去——化为欢唱夜莺之下的土壤。永生的夜莺与有死的坐在花园中的人，这种对比在济慈丰富的想象力下显得尤为鲜明。天气在诗中占据重要部分，1819年的春天来得很早，此时夜莺遍布荒原。

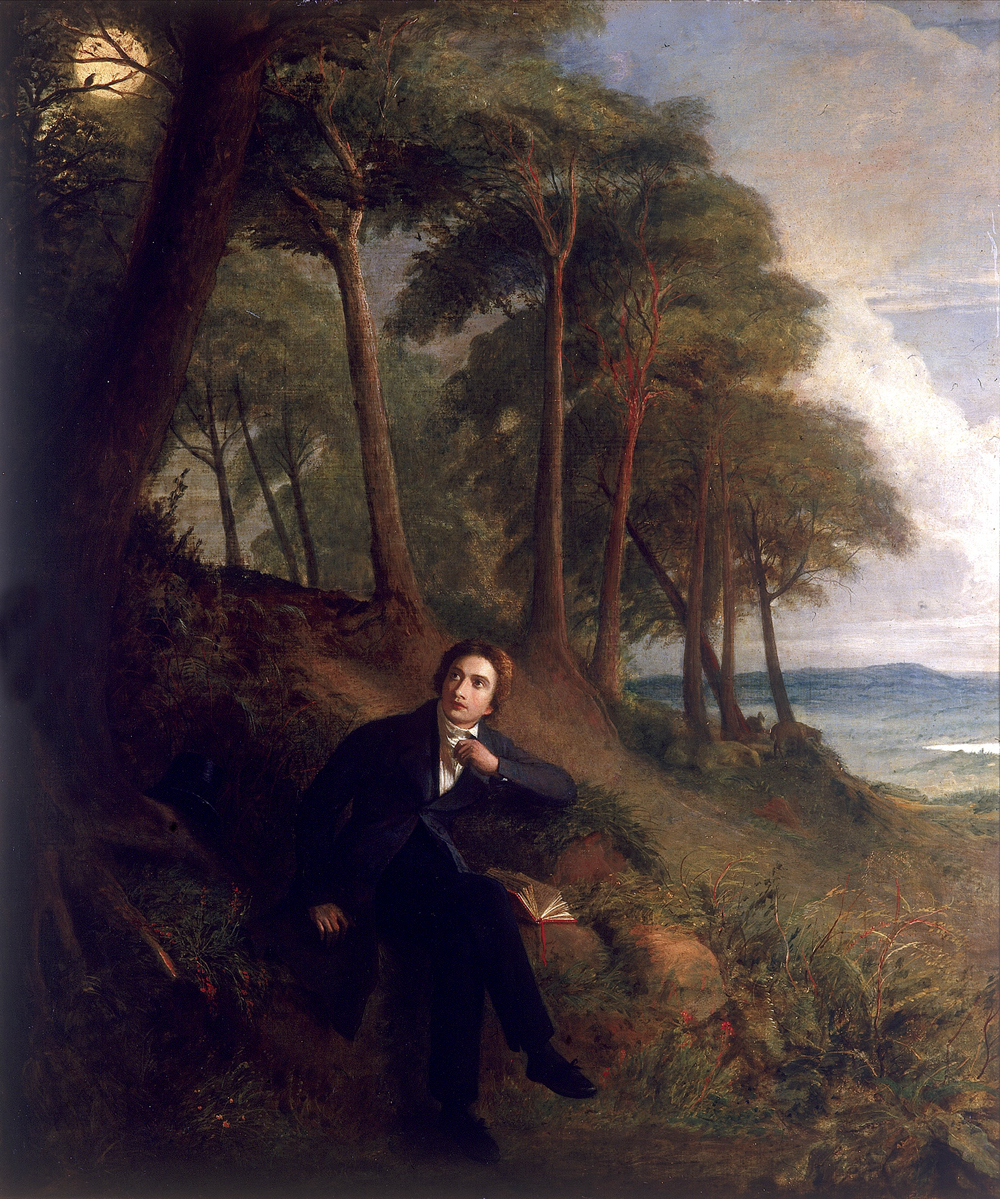
Joseph Severn描绘济慈在听夜莺鸣叫 (1845)

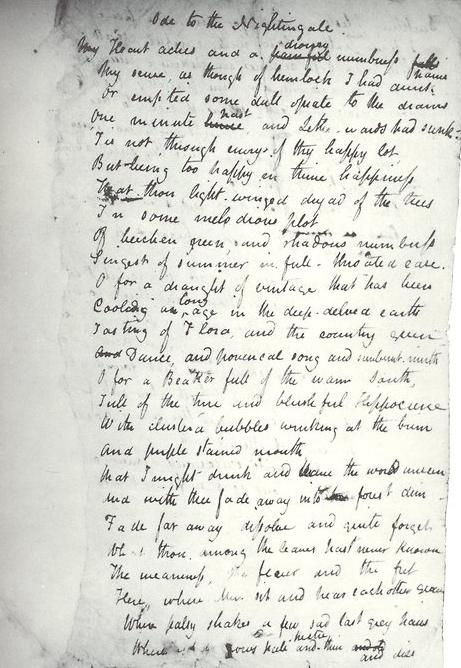

菲茨杰拉德的小说《夜色温柔》的标题就取自这首诗的第35行。